# Alias Nick Beal
Alias Nick Beal is een Amerikaanse thriller uit 1949 onder regie van John Farrow.

## Verhaal
De openbare aanklager Joseph Foster is een eerlijk man, die opklimt tot het ambt van gouverneur. Hij begint zijn gevoel voor rechtvaardigheid te verliezen op het ogenblik dat hij een pact sluit met de mefistofelische figuur Nick Beal.

## Rolverdeling
| Acteur          | Personage          |
| --------------- | ------------------ |
| Ray Milland     | Nick Beal          |
| Audrey Totter   | Donna Allen        |
| Thomas Mitchell | Joseph Foster      |
| George Macready | Predikant Garfield |
| Fred Clark      | Frankie Faulker    |
| Geraldine Wall  | Martha Foster      |
| Henry O'Neill   | Rechter Hobson     |
| Darryl Hickman  | Larry price        |
| Nestor Paiva    | Karl               |
| King Donovan    | Peter Wolfe        |
| Charles Evan    | Paul Norton        |
| Ernő Verebes    | Mijnheer Cox       |
| Arlene Jenkins  | Aileen             |
| Pepito Pérez    | Man op affiche     |
| Joey Ray        | Tommy Ray          |